# Primer Ministre de Lituània
El Primer ministre de Lituània (lituà: Lietuvos ministras Pirmininkas), és el Cap de govern de Lituània.

## Primers Ministres de la Primera República de Lituània (1918-1940)

La Bandera de la Primera República (1918-1940)

| No. (Rep.) | Nom                                   | Inici                  | Fi                     | Partit  |
| ---------- | ------------------------------------- | ---------------------- | ---------------------- | ------- |
| 1.         | Augustinas Voldemaras (Primer mandat) | 11 de novembre de 1918 | 26 de desembre de 1918 | TPP     |
| 2.         | Mykolas Sleževičius (Primer mandat)   | 26 de desembre de 1918 | 12 de març de 1919     | LVLS    |
| 3.         | Pranas Dovydaitis                     | 12 de març de 1919     | 12 d'abril de 1919     | LKDS    |
| 4.         | Mykolas Sleževičius (Segon mandat)    | 12 d'abril de 1919     | 7 d'octubre de 1919    | LVLS    |
| 5.         | Ernestas Galvanauskas (Primer mandat) | 7 d'octubre de 1919    | 19 de juny de 1920     | LDP     |
| 6.         | Kazys Grinius                         | 19 de juny de 1920     | 2 de febrer de 1922    | LVLS    |
| 7.         | Ernestas Galvanauskas (Segon mandat)  | 2 de febrer de 1922    | 18 de juny de 1924     | LDP     |
| 8.         | Antanas Tumėnas                       | 18 de juny de 1924     | 4 de febrer de 1925    | LKDS    |
| 9.         | Vytautas Petrulis                     | 4 de febrer de 1925    | 25 de setembre de 1925 | LKDS    |
| 10.        | Leonas Bistras                        | 25 de setembre de 1925 | 15 de juny de 1926     | LKDS    |
| 11.        | Mykolas Sleževičius (Tercer mandat)   | 15 de juny de 1926     | 17 de desembre de 1926 | LVLS    |
| 12.        | Augustinas Voldemaras (Segon mandat)  | 17 de desembre de 1926 | 23 de setembre de 1929 | TPP     |
| 13.        | Juozas Tūbelis                        | 23 de setembre de 1929 | 24 de març de 1938     | TPP/LTS |
| 14.        | Vladas Mironas                        | 24 de març de 1938     | 28 de març de 1939     | LTS     |
| 15.        | Jonas Černius                         | 28 de març de 1939     | 21 de novembre de 1939 | LTS     |
| 16.        | Antanas Merkys                        | 21 de novembre de 1939 | 17 de juny de 1940     | LTS     |
| -          | Vacant                                | 17 de juny de 1940     | 21 de juliol de 1940   | -       |

## Primers de l'RSS de Lituània(1940-1990)

Bandera de la República Socialista Soviètica de Lituània (1940-1990)

| No. (Rep.) | Nom                                 | Inici                | Fi                   | Partit |
| ---------- | ----------------------------------- | -------------------- | -------------------- | ------ |
| 17. (1.)   | Justas Paleckis                     | 17 de juny de 1940   | 24 de juny de 1940   | Cap    |
| 18. (2.)   | Vincas Krėvė-Mickevičius            | 24 de juny de 1940   | 25 d'agost de 1940   | Cap    |
| 19. (3.)   | Mečislovas Gedvilas (Primer mandat) | 25 d'agost de 1940   | 24 de juny de 1941   | LKP    |
| -          | Vacant, ocupació nazi               | 24 de juny de 1941   | 13 de juliol de 1944 | -      |
| 19. (3.)   | Mečislovas Gedvilas (Segon mandat)  | 13 de juliol de 1944 | 16 de gener de 1956  | LKP    |
| 20. (4.)   | Motiejus Šumauskas                  | 16 de gener de 1956  | 14 d'abril de 1967   | LKP    |
| 21. (5.)   | Juozas Maniušis                     | 14 d'abril de 1967   | 16 de gener de 1981  | LKP    |
| 22. (6.)   | Ringaudas Bronislovas Songaila      | 16 de gener de 1981  | 18 de gener de 1985  | LKP    |
| 23. (7.)   | Vytautas Sakalauskas                | 18 de gener de 1985  | 17 de març de 1990   | LKP    |

## Primers Ministres de la Segona República de Lituània (des de 1990)

Primera Bandera de la Segona República (1990-2004)

Segona i actual bandera de la Segona República (des de 2004)

| No. (Rep.) | Nom                                 | Inici                  | Fi                     | Partit  |
| ---------- | ----------------------------------- | ---------------------- | ---------------------- | ------- |
| 24. (1.)   | Kazimira Prunskienė                 | 17 de març de 1990     | 10 de gener de 1991    | LKDP    |
| 25. (2.)   | Albertas Šimėnas                    | 10 de gener de 1991    | 13 de gener de 1991    | LKDP    |
| 26. (3.)   | Gediminas Vagnorius (Primer Mandat) | 13 de gener de 1991    | 21 de juliol de 1992   | Sąjūdis |
| 27. (4.)   | Aleksandras Abišala                 | 21 de juliol de 1992   | 2 de desembre de 1992  | Sąjūdis |
| 28. (5.)   | Bronislovas Lubys                   | 2 de desembre de 1992  | 10 de març de 1993     | LDDP    |
| 29. (6.)   | Adolfas Šleževičius                 | 10 de març de 1993     | 15 de febrer de 1996   | LDDP    |
| 30. (7.)   | Laurynas Mindaugas Stankevičius     | 15 de febrer de 1996   | 27 de novembre de 1996 | LDDP    |
| 31. (8.)   | Gediminas Vagnorius (Segon mandat)  | 27 de novembre de 1996 | 4 de maig de 1999      | TS-LK   |
| 32. (9.)   | Irena Degutienė (Primer mandat)     | 4 de maig de 1999      | 18 de maig de 1999     | TS-LK   |
| 33. (10.)  | Rolandas Paksas (Primer mandat)     | 18 de maig de 1999     | 27 d'octubre de 1999   | TS-LK   |
| 34. (11.)  | Irena Degutienė (Segon mandat)      | 27 d'octubre de 1999   | 3 de novembre de 1999  | TS-LK   |
| 35. (12.)  | Andrius Kubilius (Primer mandat)    | 3 de novembre de 1999  | 26 d'octubre de 2000   | TS-LK   |
| 36. (13.)  | Rolandas Paksas (Segon mandat)      | 26 d'octubre de 2000   | 20 de juny de 2001     | LLS     |
| 37. (14.)  | Eugenijus Gentvilas                 | 20 de juny de 2001     | 3 de juliol de 2001    | LLS     |
| 38. (15.)  | Algirdas Brazauskas                 | 3 de juliol de 2001    | 1 de juny de 2006      | LSDP    |
| 39. (16.)  | Zigmantas Balčytis                  | 1 de juny de 2006      | 4 de juliol de 2006    | LSDP    |
| 40. (17.)  | Gediminas Kirkilas                  | 4 de juliol de 2006    | 9 de desembre de 2008  | LSDP    |
| 41. (18.)  | Andrius Kubilius (Segon mandat)     | 9 de desembre de 2008  | 13 de desembre de 2012 | TS-LKD  |
| 42. (19.)  | Algirdas Butkevičius                | 13 de desembre de 2012 | 14 de novembre de 2016 | LSDP    |
| 43. (20.)  | Saulius Skvernelis                  | 14 de novembre de 2016 | 24 de novembre de 2020 | LVŽS    |
| 44. (21.)  | Ingrida Šimonytė                    | 24 de novembre de 2020 | 12 de desembre de 2024 | TS-LKD  |
| 45. (22.)  | Gintautas Paluckas                  | 12 de desembre de 2024 | 31 de juliol de 2025   | LDSP    |